# Moissanite
La moissanite est la forme naturelle du carbure de silicium, de formule chimique SiC. C'est un minéral très rare sur Terre constitué essentiellement du polytype 6H du SiC, ou α-SiC, bien que d'autres polymorphes y soient également présents. Elle a été observée pour la première fois en 1893 par le chimiste français Henri Moissan, d'où son nom. Les cristaux sont constitués d'atomes unis par des liaisons chimiques fortes, comme dans le diamant, ce qui permet au matériau de supporter des pressions très élevées, jusqu'à 52,1 GPa,.

## Structure
Le principal polymorphe constituant la moissanite naturelle est le polytype 6H, de structure cristalline hexagonale de type wurtzite, correspondant à l'α-SiC. Il est caractérisé par le groupe d'espace P63mc (no 186) avec comme constantes réticulaires a = 3,073 Å et c = 15,08 Å. Outre ce polytype, on a également observé des cristaux cubiques et rhomboédriques dans la moissanite naturelle.

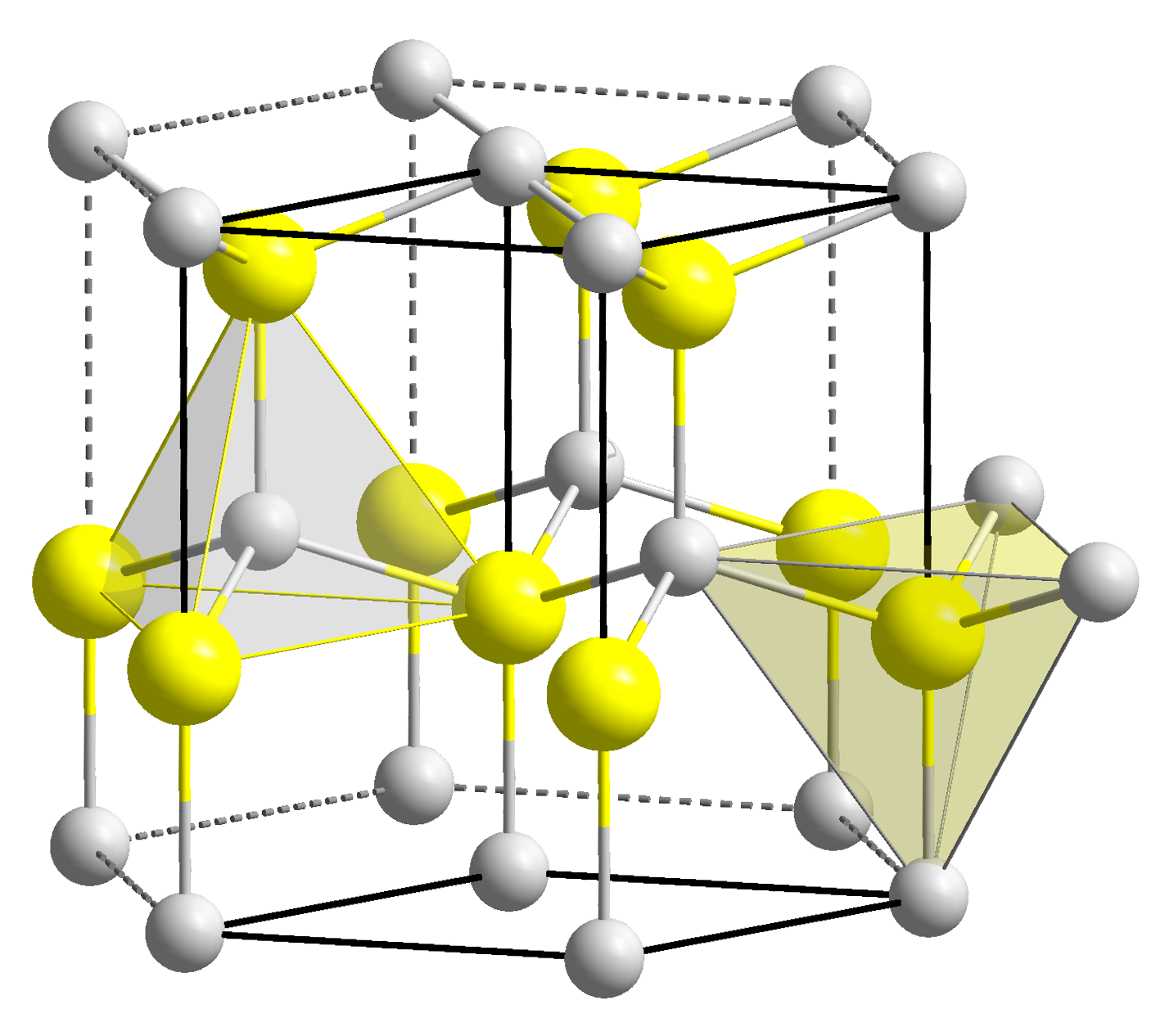
__ Si     __ C α-SiC, wurtzite.

Les cristaux sont généralement petits, dépassant rarement le millimètre dans leur plus grande longueur, et mesurant moins de 5 mm, comme l'illustrent les images ci-dessous. Ils sont de forme tabulaire hexagonale avec des bords arrondis. Ils sont transparents lorsqu'ils sont purs, comme le diamant, mais sont également biréfringents.

Cristaux de moissanite naturelle.
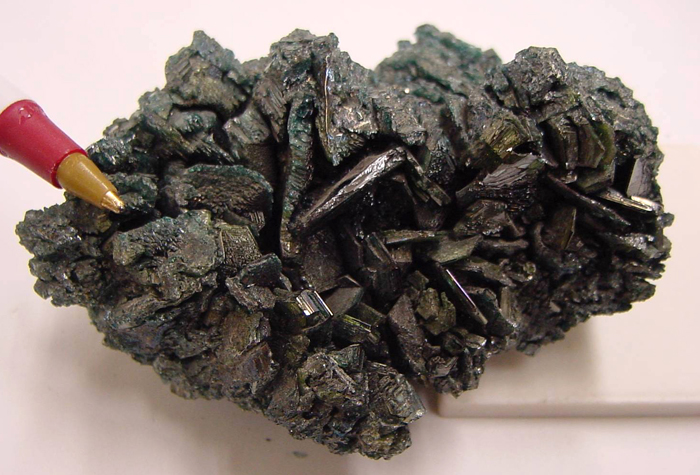
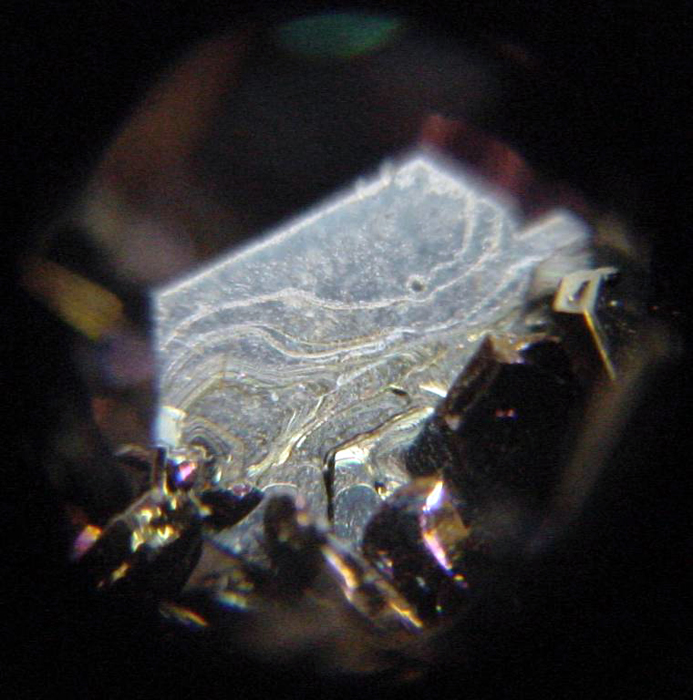

## Occurrence naturelle
La moissanite a été découverte en 1893 dans la météorite de Canyon Diablo, tombée il y a environ 50 000 ans dans l'Arizona, aux États-Unis, et à l'origine du Meteor Crater. Ces cristaux ont tout d'abord été confondus avec du diamant avant d'être caractérisés en 1904 comme du carbure de silicium,.
On ne découvrit de la moissanite naturelle que dans des météorites jusqu'en 1958, date à laquelle on observa ce minéral dans la formation de la Green River (Wyoming, États-Unis)  et, l'année suivante, sous la forme d'inclusions dans les kimberlites d'une mine de diamants en Iakoutie (est de la Sibérie, Russie). Les observations de moissanite naturelle demeurent extrêmement rares, essentiellement dans quelques météorites et des roches du manteau supérieur (sous forme d'inclusions dans des diamants, des xénolithes et des roches ultramafiques comme la kimberlite et la lamproïte).
Selon (2025), les grains de moissanite présolaire sont des fossiles stellaires permettant aux cosmochimistes d'étudier l'origine et l'évolution de notre système solaire.

## Joaillerie
La moissanite est une pierre utilisée en joaillerie, mais l'extrême rareté des cristaux naturels — et leur pureté souvent très imparfaite — font qu'il s'agit toujours de moissanite synthétique, dont l'apparence et les propriétés sont très semblables à celles du diamant. Si la conductivité thermique très voisine des deux cristaux est susceptible de tromper une expertise fondée sur cette seule propriété, la conductivité électrique plus élevée et la biréfringence caractéristique de la moissanite doit permettre d'identifier les bijoux en moissanite présentés comme des diamants véritables. De plus, la moissanite présente un thermochromisme discernable à partir de 65 °C, qui peut également permettre d'identifier ces cristaux.

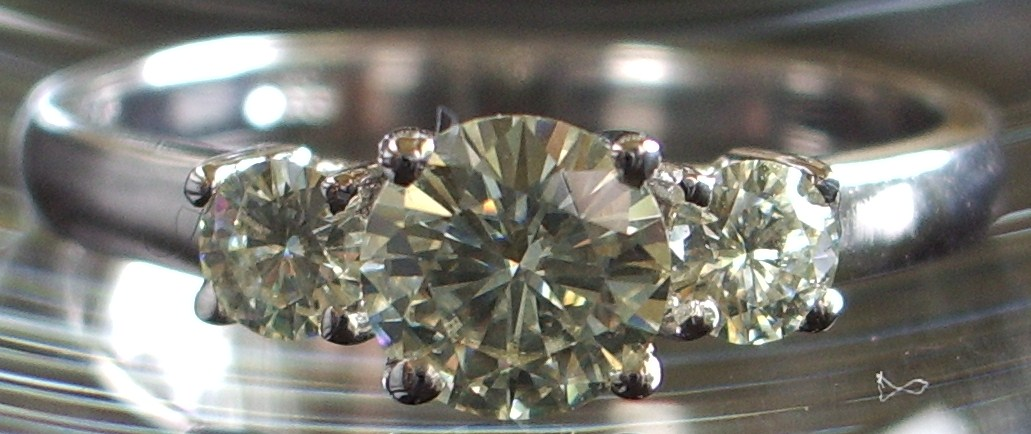
Bague de fiançailles avec moissanites synthétiques.

Les applications de la moissanite synthétique rejoignent celles du carbure de silicium. Comme il est possible de faire croître des cristaux de moissanite de grande taille à des prix bien inférieurs à ceux du diamant, il est possible de les utiliser pour réaliser de grandes cellules à enclumes de diamant.